# هنري سوينسون كاوبر
هنري سوينسون كاوبر:بالإنجليزية:Henry Swainson Cowper . (ولد عام 1865-ومات عام 1941م) ضابط، ومستكشف، جامع تحف، ومؤلف بريطاني.

## السيرة
ولد في حي هرو لندن بمقاطعة ميدلسكس البريطانية في 17 يونيو 1865م، وهو ابن توماس كريستوفر كاوبر-إسيكس. درس في مدرسة هارو الداخلية للبنين وكانت الأكثر تكلفة في إنجلترا، وبعد ان انهى دراسته التحق بالجيش، وفي عام 1883م، أصبح ملازماً في كتيبة المتطوعين الأولى، فوج لانكستر الملكي، وفي عام 1887م، أصبح برتبة ملازم أول، وفي عام 1889م، حصل على رتبة نقيب في الكتيبة الثالثة، فوج لانكستر الملكي (ميليشيا لانكشاير الملكية الأولى).في عام 1890م، انتهت مدة خدمته فودع الجيش. في نهاية القرن التاسع عشر كان قد بدأ رحلته التي سافر فيها إلى آسيا الصغرى، وبلاد ما بين النهرين، و الخليج الفارسي، وليبيا.
في عام 1902م، تزوج من إيمي ماري دونداس (1863-1953م).

## وفاته
توفي هنري سوينسون كاوبر في باونيس اون وندرمير في 7 إبريل 1941م، ودفن في مقبرة سانت مايكل آند أول أنجلز في هوكسهيد بمقاطعة لانكشر. وله قاعة لعرض مقتنياته.

## مؤلفاته
ورَّث هنري سوينسون كاوبر مجموعته من التحف الأثرية إلى المتحف البريطاني والتي كانت معظمها من آثار حضارة مصر القديمة.
وقد نشر عدد من الكتب منها ما يتعلق بتاريخ مقاطعة لانكشر، وما حدث في رحلاته التي قام بها في الشرق، ونشر دراسة عن تاريخ الأسلحة الهجومية. ومنها:
- في تركيا والبلاد العربية: رحلة من البحر الأبيض المتوسط إلى بومباي عبر وادي دجلة ووادي الفرات والخليج الفارسي. (لندن 1849).[5]
- أقدم كتاب سجل عن أبرشية هوكسهيد في لانكشاير، 1568-1704. (لندن 1897).[6]
- تل النعم: وهو سجل تحقيق بين مواقع الترثليون والمواقع الصخرية في طرابلس. (لندن 1897).[7]
- هوكسهيد (أقصى شمال أبرشية لانكشاير)، تايخها، آثارها، صناعاتها، فلكلورها، لهجتها...الخ. (لندن 1890).[8]
- فن الهجوم.دراسة في تطوير الأسلحة والمعدات الدفاعية، من العصور القديمة إلى عصر البارود. (يلفستون 1906).[9]